# Bárdudvarnok
Bárdudvarnok est un village et une commune du comitat de Somogy en Hongrie.

## Citoyen d'honneur de Bárdudvarnok
Róbert Cey-Bert, originaire de Bárdudvarnok, a été décoré de la Croix de Ordre du Mérite hongrois, du prix Pro Comitatu Somogy et de nombreuses autres distinctions et récompenses, ainsi que du titre de citoyen d'honneur de Bárdudvarnok.